# Jens Kestner

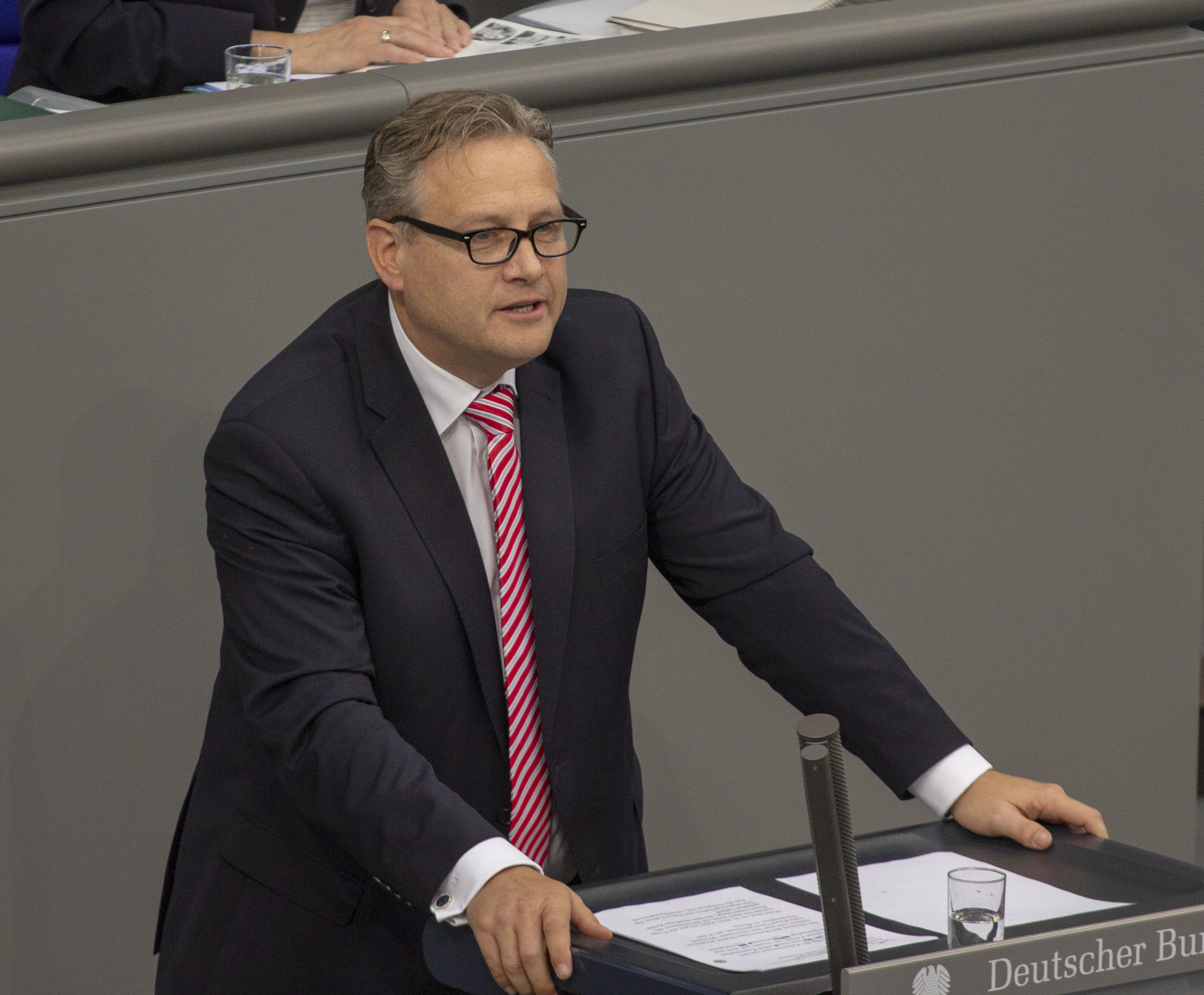
Imagem de Jens Kestner

Jens Kestner (nascido em 25 de dezembro de 1971) é um político alemão da Alternativa para a Alemanha (AfD) e desde 2017 membro do Bundestag.

## Vida e política
Kestner nasceu em 1971 na cidade de Northeim, na Alemanha Ocidental, e tornou-se agente funerário. Em 2014, Kestner ingressou na recém-fundada AfD e tornou-se, após as eleições federais alemãs de 2017, membro do Bundestag. Desde 2020, Kestner é presidente da organização partidária estadual federal da AfD na Baixa Saxónia.